# Accolade
Accolade, Inc.是1980到1990年代的美国电子游戏开发商与发行商。公司总部位于加利福尼亚圣何塞，1984年由资深电子游戏人阿蘭·米勒和鮑勃·懷特海德建立，他們是美國第三方遊戲开发商與發行商动视的共同創辦人之一。公司是在米勒和怀特海德之前创立的另一家公司后所建。公司1999年被法国遊戲发行商英寶格收购。2017年，其品牌售予香港Billion Soft。

## 脚注
1. ↑  "Accolade Great Jobs Page." Accolade. February 21, 1997. Retrieved July 8, 2010.